# Roman Muziol
Roman Muziol (* 29. September 1903 in Schwetz; † 24. September 1979 in Kiel) war ein deutscher Archivar.

## Leben
Muziol war der Sohn eines Lehrers. Er besuchte die Volksschule und die Oberrealschule in Danzig-Langfuhr und studierte anschließend Wirtschaftswissenschaften und Philosophie an den Universitäten Danzig, Berlin und Gießen. 1926 wurde er promoviert, von 1927 bis 1928 arbeitete er für die Handelskammer Danzig, anschließend in verschiedenen Ämtern in Danzig, bevor er ab 1929 als Finanzstatistiker bei der Danziger Finanzverwaltung tätig war. Im Zweiten Weltkrieg war Muziol Soldat. 
1947 wurde Roman Muziol wissenschaftlicher Angestellter am Institut für Weltwirtschaft in Kiel sowie Assistent des Institutsdirektors Fritz Baade. Von 1954 bis 1965 leitete er das Wirtschaftsarchiv am Institut für Weltwirtschaft. Muziol wurde 1952 zum Regierungsrat und 1954 zum Oberregierungsrat befördert. 
Neben seiner Institutstätigkeit war Roman Muziol in Fachgruppe der Pressearchivare des Vereins deutscher Archivare sehr aktiv und verfasste einen mehrfach aufgelegten Leitfaden für die Arbeit in Pressearchiven. 

## Veröffentlichungen
- Karl Rodbertus als Begründer der sozialrechtlichen Anschauungsweise. Fischer, Jena 1927 (Beiträge zur Geschichte der Nationalökonomie; 4) (Gießen, Phil. Diss. v. 9. Sept. 1927).
- Europäische Aussenhandelsverflechtung und Marshallplan. Institut für Weltwirtschaft an der Universität Kiel, Kiel 1947.
- Institut für Weltwirtschaft an der Universität Kiel. Institut für Weltwirtschaft an der Universität Kiel, Kiel 1947.
- Die Nachkriegsentwicklung des englischen Außenhandels. Institut für Weltwirtschaft an der Universität Kiel, Kiel 1951 (Kieler Studien; 5).
- Die neuere Entwicklung des Wertzolls in der Weltwirtschaft. In: Weltwirtschaftliches Archiv: Zeitschrift des Instituts für Weltwirtschaft an der Universität Kiel. Bd. 69 (1952), Heft 1, S. 92–150.
- mit Hugo Heeckt und Bruno Arnold: Wirtschaftsstatistik. In: Nauticus: Schiffahrt, Schiffbau, Marine, Meeresforschung. Bd. 28 (1952), S. 163–184.
- Wertzollsysteme des Auslandes. In: Zeitschrift für Zölle und Verbrauchsteuern: ZfZ. Bd. 29ff (1953), Heft 17/18ff, S. 265–269ff.
- mit Emil Schuster: Kiel. Hoffmann und Campe, Hamburg 1957 (Merian; 10,7).
- Das Firmenmaterial des Kieler Instituts für Weltwirtschaft: neue Quellen wirtschaftsgeschichtlicher Forschung. In: Zeitschrift für Firmengeschichte und Unternehmerbiographie. Bd. 3 (1958), Heft 3, S. 165–178.
- Verwaltungsprobleme in Pressearchiven. In: Archivar: Zeitschrift für Archivwesen. Bd. 17 (1964), Heft 1, S. 75–82.
- Pressedokumentation: Anregungen für die Arbeit in publizistischen Archiven. Leitstelle politische Dokumentation, Berlin 1966.